# Felföldi László (színművész, 1952–1998)
Felföldi László (névváltozat Felföldy) (Budapest, 1952. május 16. – Budapest, 1998. május 18.) magyar színész.

## Életpályája
Szülei is színészek voltak, édesanyja Szilágyi Eta (1928–1986), édesapja Felföldi László (1925–1964). Gyerekszínészként Békéscsabán, a Békés Megyei Jókai Színházban lépett először színpadra, és nyolcévesen a győri Kisfaludy Színházban is szerepelt. Győrben a Révai Miklós Állami Általános Gimnáziumban érettségizett. Diákkorában tagja volt a győri Ifjúsági Irodalmi Színpadnak. 1974-ben végzett a Színművészeti Főiskolán, Várkonyi Zoltán osztályában. Először a Nemzeti Színházhoz szerződött, de játszott a Budapesti Gyermekszínházban is. 1982-től a Népszínház művésze, majd 1985-ben a győri Kisfaludy Színház tagja lett. 1987-től 1989-ig szabadfoglalkozású színművész a kecskeméti Katona József Színházban vendégszerepelt, itt játszott többek között a Mágnás Miskában és Eisemann Mihály–Szilágyi László: Én és a kisöcsém című darabjába. Egy évadot a Fővárosi Operettszínházban töltött. Egyedi, kellemes, szép beszédhangjának is köszönheti népszerűségét. A szinkronstúdiókban sokat foglalkoztatott színész volt, a magyar szinkron adatbázisban (ISzDb) 500 fölött van az általa szinkronizált filmek száma a szinkronszerepeinek száma is megközelíti a 400-at. 1990-től szabadfoglalkozású színészként dolgozott. Vígjátékokban és zenés darabok karakterszerepeiben érvényesült leginkább tehetsége.
1998-ban önkezével vetett véget életének, ahogy az édesapja is tette 1964-ben, amikor ő még csak 12 éves volt.

## Fontosabb színházi szerepei
- William Shakespeare: Tévedések vígjátéka... Ephesusi Antipholus
- Shakespeare: III. Richárd... Lord Berkeley
- Shakespeare: Troilus és Cressida... Alexander, Cressida inasa
- Bertolt Brecht: A szecsuáni jólélek... Egy úr
- Johann Wolfgang von Goethe Faust (I. rész)... Siebel, diák
- Friedrich Dürrenmatt: Az öreg hölgy látogatása... Hetedik férj; Nyolcadik férj; Kilencedik férj
- Euripidész Oresztész... Egy phrügiai
- Georg Büchner: Danton halála... Paris
- Victorien Sardou - Émile Moreau: A szókimondó asszonyság... Despréaux
- George Bernard Shaw: Szent Johanna... Kékszakáll
- Nyikolaj Vasziljevics Gogol: A revizor... Bobcsinszkij
- Makszim Gorkij: Éjjeli menedékhely... Aljoska
- Gorkij: Jegor Bulicsov és a többiek... Tyatyin, Zvoncov, unokaöccse
- Katajev – Márkus György: Távolban egy fehér vitorla... Petya
- Arnold Wesker: A konyha... Michael
- Claude Magnier–Nádas Gábor–Szenes Iván: Mona Marie mosolya... Blaise D'Ambrieux
- Josef Čapek–Karel Čapek: Két fűszál a világ... Első mérnök, Diktátor
- Csokonai Vitéz Mihály: Karnyóné és a két szeleburdiak... Tipptopp, szeleburdi
- Vörösmarty Mihály: Csongor és Tünde... Berreh
- Jókai Mór: A kőszívű ember fiai... Gábor
- Szigligeti Ede: Liliomfi... Liliomfi
- Németh László: Husz János... Első suhanc
- Móricz Zsigmond Rokonok... Sámson, banktisztviselő
- Weöres Sándor: Szent György és a sárkány... Bruto, silenei katona
- Gyárfás Miklós: Férfiaknak tilos (Kisasszonyok a magasban)... Dr. Kovács
- Görgey Gábor Handabasa, avagy a fátyol titkai... Guta Gergő, lézengő fiatal
- Szakonyi Károly: Hongkongi paróka... Zombori Ottó
- Schwajda György: Kakukktojás... Tamás
- Eisemann Mihály–Szilágyi László: Én és a kisöcsém... Dr. Sas
- Lehár Ferenc: Luxemburg grófja... Lord Winchester
- Jacques Offenbach: Szép Heléna... Oresztész
- Heiner Müller: Elérkezett az idő... Makar
- Jordan Radicskov: Repülési kísérlet... Ilijko, ifjú férj
- Alekszandr Gelman: Egy ülés jegyzőkönyve... Tolja
- B. Turán Róbert: Madarak röpte... Hírnök
- Urbán Gyula: Itt a piros, hol a piros!... Bornemissza úr, néptanító; Gyuri, a falu bolondja
- Schwajda György: Palamédesz... Egy akháj vitéz (Ódry Színpad)
- Stanisław Ignacy Witkiewicz: Egy kis udvarházban... Pasiukowski Szódor (Ódry Színpad)
- Arthur Miller: A salemi boszorkányok... Hale tiszteletes (Ódry Színpad)
- Petőfi Sándor: A helység kalapácsa... Gombóc Mihály (Ódry Színpad)
- Peter Hacks: A sanssouci molnár... Simon, katona (Ódry Színpad)
- Karinthy Ferenc: Gelléthegyi álmok... Fiú (Ódry Színpad)

## Filmek, tv
- Fehér sereg (1971)
- A csodadoktor (1972)
- Bob herceg (1972)
- Velünk kezdődik minden (1973)
- Az elsőszülött (1973)
- Lúdláb királynő (1973)
- Az elsőszülött (1973)
- A csodadoktor (1973)
- Zöld dió (1974)
- Amerikai anzix (1975)
- Hongkongi paróka (színházi felvétel) (1976)
- Éjjeli menedékhely (színházi felvétel) (1980)
- Horváték (1981)
- Nápolyi mulatságok (1982)
- Történetek a vonaton (sorozat) (1983)
- Szép história (1985)
- Nyolc évszak (8. rész) (1987)
- Hupikék törpikék (1988)
- Freytág testvérek (1989)
- Szomszédok (sorozat) (24. rész, 110. rész) (1988) (1991)
- Kisváros (sorozat) Cserbenhagyás és a Gyilkosság a hajón című rész (1997)